# Valerie Steele
Valerie Fahnestock Steele (1955) is een vooraanstaand Amerikaans kledinghistorica. Steele richtte het wetenschappelijk tijdschrift Fashion Theory: The Journal of Dress, Body & Culture op in 1997 en is hoofdredacteur van de driedelige Encyclopaedia of Clothing and Fashion. Ze schreef meerdere boeken over de geschiedenis van verschillende kledingstukken en accessoires, zoals handtassen, korsetten en waaiers. Ze is de huidige hoofdcurator en directeur van het museum van het Fashion Institute of Technology in New York.
- Bibliothèque nationale de France: cb13483715m (data)
- Gemeinsame Normdatei: 120461463
- International Standard Name Identifier: 0000 0001 1655 4823
- Library of Congress Control Number: n84008976
- Nationale Bibliotheek van Letland: 000035752
- Nationale Bibliotheek van Tsjechië: jn19990008185
- Nationale Bibliotheek van Israël: 987007276226505171
- Nederlandse Thesaurus van Auteursnamen: 072416491
- Système universitaire de documentation: 035531444
- Virtual International Authority File: 315215452
- WorldCat: E39PBJf8pwMgdR9xgQhvDfdRKd